# Đảo Hernando
Đảo Hernando là một hòn đảo thuộc quần đảo Discovery, nằm gần sông Powell, British Columbia, Canada.  Cùng với các đảo Cortes gần đó, nó có lẽ đã được đặt tên vào năm 1792 bởi hai nhà thám hiểm Tây Ban Nha Valdés và Galiano, đặt theo tên của Hernán Cortés.:240
Đảo được sở hữu bởi một số chủ đất, năm 1960 toàn đảo có giá trị 55.000 USD.

## Liên kết
- Hernando Island